# Dīmītrīs Anakoglou
Dīmītrīs Anakoglou (in greco Δημήτρης Ανάκογλου?; Serres, 6 settembre 1991) è un calciatore greco, centrocampista del Marko.

## Carriera

### Club
Ha giocato nella prima divisione greca.

### Nazionale
Ha giocato nelle nazionali giovanili greche Under-19 ed Under-21.

## Palmarès

### Club

#### Competizioni nazionali
- Souper Ligka Ellada 2: 1

Panserraïkos: 2022-2023
- Gamma Ethniki: 1

Marko: 2024-2025 (gruppo 3)